# Ichneumon sagittator
Ichneumon sagittator là một loài tò vò trong họ Ichneumonidae.